# Iranski okruzi
Iranski okruzi (perz. شهرستان, šaherestān; šaher ⇒ grad + stan ⇒ domovina) predstavljaju drugi stupanj upravne podjele Irana odnosno jedinice lokalne samouprave na čijem je čelu farmandar. Okruzi su grupirani u prvostupanjske pokrajine (perz. ostan), dok se nadalje dijele na trećestupanjske kotare (perz. bahš), te gradove (perz. šaher) ili općine (perz. dehestān) kao posljednji stupanj.
Organizacijska struktura upravnih podjela prikazana je u donjoj shematskoj tablici: pokrajine (P) se dijele na nekoliko okruga (O1 i O2), a okruzi na kotare među kojima je jedan središnji i najčešće nosi ime glavnog grada pokrajine odnosno okruga. Nadalje, kotari se sastoje od jednog ili više gradova odnosno općina (sastavljenih od sela). Pojedini se kotari sastojati isključivo od sela, dok okrug po pravilu uvijek sadrži neki veći grad po kojem je u većini slučajeva i imenovan.
| Pokrajina | Okrug | Kotar  | Grad/Opć. | Selo           |
| --------- | ----- | ------ | --------- | -------------- |
| P         | O1    | K1 (c) | G1 (c)    | -              |
| P         | O1    | K1 (c) | G2        | -              |
| P         | O1    | K1 (c) | Op1       | S1, S2, S3, S4 |
| P         | O1    | K2     | G3        | -              |
| P         | O1    | K2     | Op2       | S5, S6         |
| P         | O1    | K3     | Op3       | S7, S8, S9     |
| P         | O2    | K4 (c) | G4 (c)    | -              |

Kod upravne podjele postoje i dva specifična izuzetka: Komska pokrajina koja nije podjeljena na okruge već izravno na kotare (tj. pokrajina predstavlja i okrug), te megalopolis Teheran čija se urbana aglomeracija proteže preko četiri okruga − Teheranskog, Islamšaherskog, Rajskog i Šemiranatskog.
Okruzi kao upravne jedinice uvedene su 1937. godine i država je prvotno bila podijeljena na 49 okruga. Prema posljednjem službenom popisu stanovništva iz 2006. (1385. AP) Iran je imao ukupno 336 okruga, 889 kotara, 1016 gradova i 2400 općina. Početkom 2013. godine broj okruga povećao se na 397. Pokrajine s najvećim brojem okruga su Fars (29), Razavi Horasan (28) i Huzestan (27), a one s najmanjim (izuzevši Komsku) su Alborška (5) i Kazvinska pokrajina (6). Teheranski okrug s 8,293.140 stanovnika najmnogoljudniji je u zemlji, dok Abumuški okrug koji obuhvaća otoke Abu Musu, Veliki i Mali Tunb predstavlja najmanji (24,3 km²) i najrjeđe naseljeni okrug (5263 st.).

## Okruzi po pokrajinama

### Alborška pokrajina
- Ištehardski okrug
- Karadžanski okrug
- Nazarabadski okrug
- Savodžbolaški okrug
- Talekanski okrug

### Ardabilska pokrajina
- Ardabilski okrug
- Bile-Savarski okrug
- Germijski okrug
- Halhalski okrug
- Kovsarski okrug
- Mešginšaherski okrug
- Naminski okrug
- Nirski okrug
- Parsabadski okrug
- Sareinski okrug

### Bušeherska pokrajina
- Asalujski okrug
- Bušeherski okrug
- Dajerski okrug
- Dejlamski okrug
- Daštestanski okrug
- Daštijski okrug
- Džamski okrug
- Ganavski okrug
- Kanganski okrug
- Tangestanski okrug

### Čahar-Mahal i Bahtijari
- Ardalski okrug
- Benski okrug
- Borudženski okrug
- Farsanski okrug
- Kijarski okrug
- Kuhranški okrug
- Lordeganski okrug
- Samanski okrug
- Šahrekordski okrug

### Fars
- Abadski okrug
- Arsandžanski okrug
- Bavanatski okrug
- Darapski okrug
- Džahromski okrug
- Eklidski okrug
- Farašbandski okrug
- Fasanski okrug
- Firuzabadski okrug
- Geraški okrug
- Harameski okrug
- Hondžski okrug
- Horambid okrug
- Istahbanski okrug
- Kavarski okrug
- Kazerunski okrug
- Kirsko-karzinski okrug
- Lamerdski okrug
- Larestanski okrug
- Mamasanijski okrug
- Marvdaštanski okrug
- Meherski okrug
- Nejriški okrug
- Pasargadski okrug
- Rustamski okrug
- Sarvestanski okrug
- Sepidanski okrug
- Širaški okrug
- Zarindaštanski okrug

### Gilan
- Amlaški okrug
- Anzalijski okrug
- Astane-je Ašrafijski okrug
- Astarinski okrug
- Fumanski okrug
- Lahidžanski okrug
- Langrudski okrug
- Masalski okrug
- Raštanski okrug
- Rezvanšaherski okrug
- Rudbarski okrug
- Rudsarski okrug
- Šaftski okrug
- Sijahkalski okrug
- Sovme'e-sarski okrug
- Taleški okrug

### Golestan
- Aliabadski okrug
- Akalski okrug
- Azadšaherski okrug
- Galikeški okrug
- Gaški okrug
- Gomišanski okrug
- Gonbad-e Kabuški okrug
- Gorganski okrug
- Kalalski okrug
- Kurdkujski okrug
- Marave-Tapski okrug
- Minudaštanski okrug
- Ramijanski okrug
- Turkamanski okrug

### Hamadanska pokrajina
- Asadabadski okrug
- Baharski okrug
- Fameninski okrug
- Hamadanski okrug
- Kabudrahanški okrug
- Malajerski okrug
- Nahavandski okrug
- Razanski okrug
- Tujserkanski okrug

### Hormuzgan
- Abumuški okrug
- Bandar-Abaški okrug
- Bandar-Lengški okrug
- Bastački okrug
- Bašagardski okrug
- Džaskanski okrug
- Hadžiabadski okrug
- Hamirski okrug
- Minapski okrug
- Kešmanski okrug
- Parsijanski okrug
- Rudanski okrug
- Sirički okrug

### Huzestan
- Abadanski okrug
- Agadžarijski okrug
- Ahvaški okrug
- Andički okrug
- Andimeškanski okrug
- Bagmalečki okrug
- Bavijski okrug
- Behbahanski okrug
- Dašt-e Azadeganski okrug
- Dezfulski okrug
- Gotvandski okrug
- Haftgelski okrug
- Hamidijski okrug
- Hendidžanski okrug
- Hovejški okrug
- Horamšaherski okrug
- Iški okrug
- Karunski okrug
- Lalijski okrug
- Mahšaherski okrug
- Masdžid-Sulejmanski okrug
- Omidijski okrug
- Ramhormuški okrug
- Ramširski okrug
- Šadeganski okrug
- Šuški okrug
- Šuštarski okrug

### Ilamska pokrajina
- Abdananski okrug
- Darešaherski okrug
- Dehloranski okrug
- Ejvanski okrug
- Ilamski okrug
- Malekšahijski okrug
- Mehranski okrug
- Širvansko-čardavalski okrug

### Isfahanska pokrajina
- Aransko-bidgolski okrug
- Ardestanski okrug
- Borharski okrug
- Čadeganski okrug
- Dehakanski okrug
- Falavardžanski okrug
- Faridanski okrug
- Ferejdunšaherski okrug
- Golpajeganski okrug
- Homeinišaherski okrug
- Hursko-bijabanački okrug
- Hvansarski okrug
- Isfahanski okrug
- Kašanski okrug
- Lendžanski okrug
- Mobarački okrug
- Nadžafabadski okrug
- Najinski okrug
- Natanški okrug
- Semiromski okrug
- Šahreški okrug
- Šahinšahersko-mejmski okrug
- Tiransko-karvanski okrug

### Istočni Azarbajdžan
- Aharski okrug
- Adžabshirski okrug
- Azaršaherski okrug
- Bonapski okrug
- Bostanabadski okrug
- Čarujmački okrug
- Džolfski okrug
- Haštrudski okrug
- Heriški okrug
- Hoda-Afarinski okrug
- Kalejbarski okrug
- Malekanski okrug
- Maraški okrug
- Marandski okrug
- Mijanski okrug
- Oskuski okrug
- Sarapski okrug
- Šabestarski okrug
- Tabriški okrug
- Varzakanski okrug

### Jazdska pokrajina
- Abarkuški okrug
- Ardakanski okrug
- Bafkanski okrug
- Bahabadski okrug
- Hatamski okrug
- Jazdski okrug
- Mehriški okrug
- Mejbodski okrug
- Sadučki okrug
- Tabaški okrug
- Taftski okrug

### Južni Horasan
- Birdžandski okrug
- Bošrujski okrug
- Darmijanski okrug
- Firduški okrug
- Husafski okrug
- Kajenski okrug
- Nehbandanski okrug
- Sarajanski okrug
- Sarbiški okrug
- Zirkuški okrug

### Kazvinska pokrajina
- Abječki okrug
- Alborški okrug
- Avadžanski okrug
- Bujin-Zahranski okrug
- Kazvinski okrug
- Takestanski okrug

### Kermanska pokrajina
- Anarski okrug
- Anbarabadski okrug
- Arzujski okrug
- Baftski okrug
- Bamski okrug
- Bardsirski okrug
- Džiroftski okrug
- Fahradžanski okrug
- Farjapski okrug
- Kahnudžanski okrug
- Kale-Gandžanski okrug
- Kermanski okrug
- Kuhbananski okrug
- Manudžanski okrug
- Narmaširski okrug
- Raborski okrug
- Rafsandžanski okrug
- Ravarski okrug
- Riganski okrug
- Rudbar-Džonubijski okrug
- Sirdžanski okrug
- Šahrebabački okrug
- Zarandski okrug

### Kermanšaška pokrajina
- Dalaški okrug
- Džavanrudski okrug
- Gilan-e Garpski okrug
- Harsinski okrug
- Islamabad-e Garpski okrug
- Kangavarski okrug
- Kasr-e Širinski okrug
- Kermanšaški okrug
- Pavski okrug
- Ravansarski okrug
- Sahnenski okrug
- Salas-e Babadžanijski okrug
- Sarpol-e Zahapski okrug
- Sonkorski okrug

### Komska pokrajina
- Komski okrug

### Kuhgiluje i Bojer-Ahmad
- Baštanski okrug
- Bahmajski okrug
- Bojer-Ahmadski okrug
- Čeramski okrug
- Denski okrug
- Gačsaranski okrug
- Kuhgilujski okrug

### Kurdistanska pokrajina
- Banski okrug
- Bidžarski okrug
- Dehgolanski okrug
- Divandarski okrug
- Kamjaranski okrug
- Korvski okrug
- Marivanski okrug
- Sakeški okrug
- Sanandadžanski okrug
- Sarvabadski okrug

### Luristan
- Aligudarški okrug
- Aznanski okrug
- Borudžerdski okrug
- Delfanski okrug
- Dorudski okrug
- Dovrenski okrug
- Horamabadski okrug
- Kuhdaštanski okrug
- Pol-e Dohtarski okrug
- Selselski okrug

### Markazi
- Arački okrug
- Aštijanski okrug
- Delidžanski okrug
- Farahanski okrug
- Homeinski okrug
- Hondapski okrug
- Komidžanski okrug
- Mahalatski okrug
- Savski okrug
- Šazandski okrug
- Tafreški okrug
- Zarandijski okrug

### Mazandaran
- Abasabadski okrug
- Amolski okrug
- Babolski okrug
- Babolsarski okrug
- Behšaherski okrug
- Čaluški okrug
- Džujbarski okrug
- Ferejdunkenarski okrug
- Galugaški okrug
- Kaemšaherski okrug
- Mahmudabadski okrug
- Mijandorudski okrug
- Nečki okrug
- Novšaherski okrug
- Nurski okrug
- Ramsarski okrug
- Sarijski okrug
- Savadkuški okrug
- Simorški okrug
- Tonekabonski okrug

### Razavi Horasan
- Badžestanski okrug
- Baharški okrug
- Bardaskanski okrug
- Čenaranski okrug
- Dargaški okrug
- Davarzanski okrug
- Džogatajski okrug
- Džovajinski okrug
- Farimanski okrug
- Firuški okrug
- Gonabadski okrug
- Halilabadski okrug
- Hošapski okrug
- Hvafski okrug
- Kalatski okrug
- Kašmarski okrug
- Kučanski okrug
- Mahvelatski okrug
- Mašhadski okrug
- Nišapurski okrug
- Rašthvarski okrug
- Sabzevarski okrug
- Sarahški okrug
- Tajbadski okrug
- Torbat-e Džamski okrug
- Torbat-e Hejdarijski okrug
- Turkapsko-šandiški okrug
- Zavski okrug

### Semnanska pokrajina
- Aradanski okrug
- Damganski okrug
- Garmsarski okrug
- Mehdišaherski okrug
- Mejamijski okrug
- Semnanski okrug
- Sorški okrug
- Šahrudski okrug

### Sistan i Beludžistan
- Čabaharski okrug
- Dalganski okrug
- Haški okrug
- Hirmandski okrug
- Iranšaherski okrug
- Konarački okrug
- Mehrestanski okrug
- Mirdžavski okrug
- Nikšaherski okrug
- Saravanski okrug
- Sarbaški okrug
- Sipsko-suranski okrug
- Zabolski okrug
- Zahedanski okrug
- Zehački okrug

### Sjeverni Horasan
- Bodžnurdski okrug
- Džadžromski okrug
- Farudžanski okrug
- Garmski okrug
- Isfarajenski okrug
- Mansko-samalkanski okrug
- Širvanski okrug

### Teheranska pokrajina
- Baharestanski okrug
- Damavandski okrug
- Firuzkuški okrug
- Islamšaherski okrug
- Karčački okrug
- Kodški okrug
- Malardski okrug
- Pakdaštanski okrug
- Pardiški okrug
- Pišvanski okrug
- Rajski okrug
- Robatkarimski okrug
- Šahrijarski okrug
- Šemiranatski okrug
- Teheranski okrug
- Varaminski okrug

### Zandžanska pokrajina
- Abharski okrug
- Hodabandski okrug
- Horamdarski okrug
- Idžrudski okrug
- Mahnešanski okrug
- Taromski okrug
- Zandžanski okrug

### Zapadni Azarbajdžan
- Bukanski okrug
- Čaldiranski okrug
- Čajparski okrug
- Hojski okrug
- Mahabadski okrug
- Makski okrug
- Mijandoapski okrug
- Nakadski okrug
- Ošnavijski okrug
- Piranšaherski okrug
- Poldaštanski okrug
- Salmaški okrug
- Sardaštanski okrug
- Šahindeški okrug
- Šovtski okrug
- Takapski okrug
- Urmijski okrug

## Poveznice
- Iranske pokrajine
- Zemljopis Irana

## Vanjske poveznice
- (perz.)(engl.) Iranski zavod za statistiku

Ostali projekti
|  | Zajednički poslužitelj ima još gradiva o temi Iranski okruzi |